# Haematopis annettearia
Haematopis annettearia là một loài bướm đêm trong họ Geometridae.